# 9917 Keynes
9917 Keynes là một tiểu hành tinh vành đai chính. Nó quay quanh Mặt Trời mỗi 3.65 năm.
Được phát hiện ngày 26 tháng 6 năm 1979 bởi Carlos Torres ở Cerro El Roble Astronomical Station, tên chỉ định của nó là "1979 MK" và later named Keynes after British economist John Maynard Keynes (1883–1946). This choice of name may have been inspired by the tên chỉ định (MK).